# Jacob Bellens
Jacob Bellens (Nakskov, 1979) è un cantautore danese.
All'età di 13 anni ha iniziato a scrivere le sue canzoni.
Nel 2011, Bellens ha vinto il premio della critica Steppeulven come "cantante dell'anno" .
Bellens ha acquisito notorietà e fama internazionale nel 2017, con il brano Untouchable 

## Discografia

### Album
- 2012: The Daisy Age
- 2014: My Convictions
- 2016: Polyester Skin
- 2018: Trail of Intuition